# 卡尼奧巴
10°08′16″S 36°59′06″W / 10.13778°S 36.98500°W
卡尼奧巴（葡萄牙語：Canhoba），是巴西的城鎮，位於該國東北部，由塞爾希培州負責管轄，始建於1937年1月23日，面積170平方公里，海拔高度100米，2013年人口4,057，人口密度每平方公里23.86人。